# Vincentia Amedome
Vincentia Enyonam Amedome (Togo, 10 de agosto de 1981) es una árbitra de fútbol togolesa internacional desde 2015.

## Participaciones
Ha participado en los torneos:
- Copa Africana de Naciones Femenina 2018
- Copa Africana de Naciones Femenina 2022
- Campeonato Africano de Naciones de 2022
- Torneo Maurice Revello de 2022
- Copa Mundial Femenina de Fútbol Sub-20 de 2022
- Copa Mundial Femenina de Fútbol de 2023